# پابلو اسکوبار، سلطان مواد
اسکوبار: خدای مخدر (Pablo Escobar: El Patrón del Mal) مجموعه تلویزیونی کلمبیایی بود که تولید و پخش آن را Caracol TV برعهده داشت. این سریال در مورد زندگی پابلو اسکوبار، قاچاقچی و میلیاردر کلمبیایی، بود و تنها به زبان اسپانیایی تولید شد. یک نسخه با زیرنویس انگلیسی نیز برای آن تهیه شد.

## بازیگران
- آندرس پارا به عنوان پابلو اسکوبار
  - مائورسیو مخیا به عنوان پابلو اسکوبار (جوان)
- آنجی سپدا به عنوان رجینا پارخو (ویرجینیا وایخو)
- کریستیان تاپان به عنوان گونزالو گاویریا (گوستاوو گاویریا)
  - خوان سباستین کالرو به عنوان گاویریا (جوان)
- سیسیلیا نابیا به عنوان پاتی د اسکوبار (ماریا ویکتوریا هنائو)
  - آیلین مورنو به عنوان پاتی د اسکوبار (جوان)
- ویویانا سرنا رامیرز به عنوان پاتی (جوان)
- ویکی هرناندز به عنوان انلیا (مادر اسکوبار)
  - لیندا لوسیا کایخاس به عنوان انلیا (جوان)
- نیکولاس مونترو به عنوان لوییس کارلوس گالان
- مارسلا گایگو به عنوان گلوریا پاچون د گالان
- ارنستو بنخوما به عنوان رودریگو لارا بونیا
- دیانا اویوس به عنوان نانسی رسترپو د لارا
- جرمان کینترو به عنوان گیلرمو کانو ایساسا
- هلنا مایارینو به عنوان آنا ماریا بوسکتس د کانو
- خولیو پاچون به عنوان سرهنگ خایرو خیمینز (خایمه رامیرز گومز)
- آلخاندرو مارتینز به عنوان مارکوس اربر (کارلوس لدر)
- خوان کارلوس آرانگو به عنوان گوستاوو رامیرز ال ماریاچی (گونزالو رودریگز گاچا)
- ارنان مندز به عنوان پدر اسکوبار (هابیل)
- آلدمار کوریا به عنوان خولیو موتوآ (فابیو اوچوا وسقوز)
- خوآوانی آلوارز به عنوان پدرو متوآ (خوگه لوییس اوچوا واسکز)
- آلخاندرو گوتیرز به موتوآ (خوآن دیوید)
- آندره گومز به عنوان ایرما موتوآ (مارتا نیوس اوچوا)
- اندرسون بایاستروس به عنوان «ال پینیا» (خوان خایرو آریاس)
- کارلوس بنخوئما به عنوان کارلوس موتوآ «ال پاتریکا» (فابیو اوچوا رسترپو)
- سزار مرا به عنوان «ال آگواسیل»
- توتو وگا به عنوان سناتور آلفونسو سانتورینی
- کارلوس مارینیو به عنوان «مارینو»
- لوسز ولاسکز به عنوان «گارسیا روخاس» (گریسلدا بلانکو)
- فابیان مندوزا به عنوان سزار گاویریا تروژیلو
- سوزانا تورس یک نیکی پولانیا (ماریا جیمنا دوزان)
- تیبریو کروز به عنوان «دیگو پیزانو» (کارلوس پیزارو لئونگومز)
- اورلاندو والنزوئلا به عنوان برنارد اوسا

## جوایز
در ژوئن ۲۰۱۳ اعلام شد که این سریال در مسابقات شرکت می‌کند در ژوئیه فینالیست شد و در اوت ۲۰۱۳ موفق به بردن جایزه نشد.
Tu agencia de tu mundo 2013
| دسته                | نامزد                    | نتیجه    |
| ------------------- | ------------------------ | -------- |
| نولای سال           | پابلو اسکوبار، خدای مخدر | نامزدشده |
| بازیگر برتر         | آندرس پارا               | نامزدشده |
| برترین صحنهٔ بدشانسی | کشف پابلو                | نامزدشده |